# Teorema óptico
En física, el teorema óptico es una ley general de la teoría de la dispersión de ondas, que relaciona la amplitud de dispersión hacia delante con la sección eficaz de dispersión total. Normalmente se escribe en la forma
{\displaystyle \sigma _{\mathrm {tot} }={\frac {4\pi }{k}}~\mathrm {Im} \,f(0),}
donde f(0) es la amplitud de dispersión con un ángulo 0, esto es, la amplitud de la onda dispersada en el centro de una pantalla lejana, y k es el vector de onda en la dirección incidente. Dado que el teorema óptico se demuestra usando solamente la conservación de la energía, o, en mecánica cuántica, la conservación de la probabilidad, el teorema óptico tiene un gran rango de aplicación, y en mecánica cuántica {\displaystyle \sigma _{\mathrm {tot} }} incluye tanto la dispersión elástica como la inelástica. Hay que notar que la forma anterior es válida únicamente cuando la onda incidente es una onda plana,  Werner Heisenberg derivó una forma más general
{\displaystyle \mathrm {Im} ~f(\mathbf {\hat {k}} ',\mathbf {\hat {k}} )={\frac {k}{4\pi }}\int f(\mathbf {\hat {k}} ',\mathbf {\hat {k}} '')f(\mathbf {\hat {k}} '',\mathbf {\hat {k}} )~d\mathbf {\hat {k}} ''.}
Como consecuencia del teorema óptico, cualquier objeto que disperse luz debería tener una amplitud de dispersión no nula hacia delante. Sin embargo, el campo observado en esta dirección es una suma de las ondas incidente y dispersada, que puede sumar cero.

## Historia
El teorema óptico fue originalmente inventado de forma independiente por Wolfgang von Sellmeier y Lord Rayleigh en 1871. Lord Rayleigh reconoció la amplitud de dispersión hacia delante en términos del índice de refracción como
{\displaystyle n=1+2\pi {\frac {Nf(0)}{k^{2}}},}
(donde N es la densidad de número de centros dispersores). Lord Rayleigh usó esta fórmula en un estudio sobre el color y la polarización del cielo.
Posteriormente la ecuación se aplicó a la teoría de la dispersión cuántica por varios científicos, y recibió el nombre de relación de Bohr–Peierls–Placzek tras una publicación de 1939. La primera referencia publicada del Teorema Óptico fue en 1955 por Hans Bethe y Frederic de Hoffmann, después de haber recibido el nombre del "conocido teorema de la óptica" durante algún tiempo.

## Demostración
El teorema se puede demostrar de manera bastante directa del tratamiento de una onda escalar. Si una onda plana incide en un objeto, la amplitud de la onda a una gran distancia del objeto es aproximadamente
{\displaystyle \psi (\mathbf {r} )\approx e^{ikz}+f(\theta ){\frac {e^{ikr}}{r}}.}
Los términos superiores, al elevar al cuadrado, se anulan más rápidamente que  {\displaystyle 1/r^{2}}, y son despreciables a grandes distancias. Para valores grandes de {\displaystyle z} y ángulos pequeños, la expansión de Taylor para la distancia es
{\displaystyle r={\sqrt {x^{2}+y^{2}+z^{2}}}\approx z+{\frac {x^{2}+y^{2}}{2z}}.}
La intensidad es proporcional al cuadrado de la amplitud {\displaystyle \psi }.  Aproximando {\displaystyle 1/r} como {\displaystyle 1/z}, se tiene
{\displaystyle {\begin{aligned}|\psi |^{2}&\approx \left|e^{ikz}+{\frac {f(\theta )}{z}}e^{ikz}e^{ik(x^{2}+y^{2})/2z}\right|^{2}\\&=1+{\frac {f(\theta )}{z}}e^{ik(x^{2}+y^{2})/2z}+{\frac {f^{*}(\theta )}{z}}e^{-ik(x^{2}+y^{2})/2z}+{\frac {|f(\theta )|^{2}}{z^{2}}}.\end{aligned}}}
Despreciando el término {\displaystyle 1/z^{2}} y empleando {\displaystyle c+c^{*}=2\operatorname {Re} {c}}, se tiene
{\displaystyle |\psi |^{2}\approx 1+2\operatorname {Re} {\left[{\frac {f(\theta )}{z}}e^{ik(x^{2}+y^{2})/2z}\right]}.}
Supongamos ahora que integramos sobre una pantalla en el plano xy, a una distancia lo suficientemente pequeña para que se verifiquen las aproximaciones de ángulo pequeño, pero suficientemente grande para poder integrar la intensidad desde {\displaystyle -\infty } hasta {\displaystyle \infty } con un error despreciable. En óptica, esto es equivalente a incluir muchas franjas del patrón de difracción. Para simplificar aún más el tratamiento, hacemos la aproximación {\displaystyle f(\theta )=f(0)}. Obtenemos
{\displaystyle \int |\psi |^{2}\;dx\,dy\approx A+2\operatorname {Re} \left[{\frac {f(0)}{z}}\int _{-\infty }^{\infty }e^{ikx^{2}/2z}dx\int _{-\infty }^{\infty }e^{iky^{2}/2z}dy\right],}
donde A es el área de la superficie de integración. Las exponenciales se pueden tratar como gaussianas, con lo que
{\displaystyle {\begin{aligned}\int |\psi |^{2}\;da&=A-2\operatorname {Re} \left[{\frac {f(0)}{z}}\,{\frac {2\pi z}{ik}}\right]\\&=A-{\frac {4\pi }{k}}\,\operatorname {Im} [f(0)].\end{aligned}}}
Esta es la probabilidad de alcanzar la pantalla si no hubiera dispersión menos la cantidad {\displaystyle (4\pi /k)\operatorname {Im} [f(0)]}, que por lo tanto es la sección eficaz efectiva del centro dispersor.